# Senato del Dakota del Sud
Il Senato del Dakota del Sud è la camera alta della Legislatura del Dakota del Sud. Essa si riunisce, insieme alla Camera dei rappresentanti, nel Campidoglio dello Stato del Dakota del Sud.
Il Senato conta 35 membri, ognuno rappresentante di un distretto che comprende circa 23 810 abitanti. I senatori sono eletti ogni due anni per un mandato di pari durata, con un limite di 4 mandati (8 anni).

## Leadership del Senato
Il vice governatore del Dakota del Sud funge da presidente del Senato, ma vota solamente se vi è parità assoluta. In sua assenza, la presidenza viene assunta dal presidente pro tempore, eletto dal partito di maggioranza a cui segue la conferma da parte dell'intero Senato. Il presidente pro tempore è la prima carica del Senato; i leader di maggioranza e minoranza sono eletti dai rispettivi partiti.